# Synagoge (Hoppstädten)

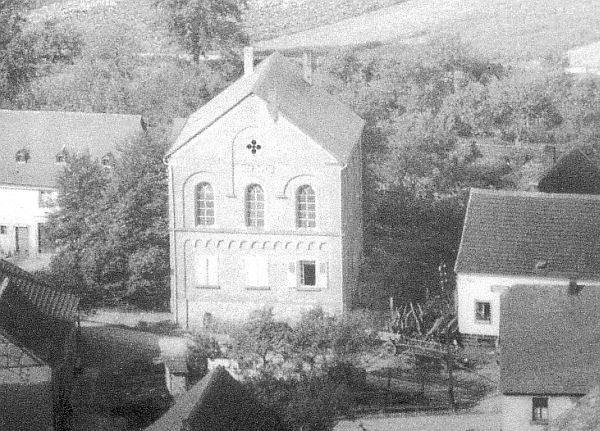
Synagoge in Hoppstädten

Die Synagoge in Hoppstädten, einem Ortsteil der Gemeinde Hoppstädten-Weiersbach im Landkreis Birkenfeld in Rheinland-Pfalz, wurde 1835/36 errichtet. Die profanierte Synagoge hat die Adresse Im Pferch 16. 

## Geschichte
Die zweigeschossige, die umliegenden Häuser überragende, Synagoge wurde am 26. August 1836 eingeweiht. Sie war mit Rundbogenfenstern und einem neuromanischen Rundbogenfries ausgestattet. Im Betsaal gab es zusätzlich zum Hauptraum eine Frauenempore.
Beim Novemberpogrom 1938 wurde die Inneneinrichtung vollständig zerstört. Während des Zweiten Weltkriegs diente das Gebäude vorübergehend als Lager für französische Kriegsgefangene. Im August 1942 erwarb es ein Privatmann und baute es zu einem Wohnhaus mit vier Wohnungen um.